# Реактивний елемент
Реакти́вний елеме́нт — зосереджений електричний елемент (радіодеталь), конструктивний елемент (наприклад, розподілена індуктивність) або інший електротехнічний пристрій, здатний накопичити енергію електричного або магнітного поля, підведену до нього у вигляді напруги або струму від генератора, і потім віддати її в навантаження.

## Типи
Відомо 2 типи таких приладів:
- Реактивний елемент, що накопичує енергію електричного поля і електричний заряд — конденсатор (характеризується ємністю).

- Реактивний елемент, що накопичує енергію магнітного поля — котушка індуктивності, дросель (характеризується індуктивністю).

Ідеальний реактивний елемент віддає всю накопичену енергію без втрат, на відміну від активного елемента (резистор), який всю підведену електроенергію необоротно перетворює в теплову.
Ідеальний реактивний елемент може накопичити нескінченну кількість енергії. Реальні конденсатори і дроселі не можуть цього через декілька причин, серед яких — пробій діелектрика конденсатора, насичення магнітопроводу дроселя та інші. Реальні реактивні елементи також мають неминучі активні втрати, що призводить до перетворення деякої частини енергії в тепло.